# Jernej Pikalo
Jernej Pikalo (ur. 30 maja 1975 w Slovenj Gradcu) – słoweński politolog, nauczyciel akademicki i polityk, profesor, w latach 2013–2014 i 2018–2020 minister edukacji, nauki i sportu, od 2018 do 2020 również wicepremier.

## Życiorys
Absolwent Uniwersytetu Lublańskiego, na którym w 1998 ukończył stosunki międzynarodowe, a w 2003 doktoryzował się z politologii. W ramach studiów doktoranckich kształcił się w międzyczasie na University of Warwick. Jako nauczyciel akademicki związany z macierzystą uczelnią w Lublanie, gdzie w 2013 uzyskał pełną profesurę w dziedzinie politologii. W latach 2011–2013 był zastępcą dziekana do spraw studiów magisterskich i podyplomowych. Pełnił też funkcję przewodniczącego rady programowej publicznego nadawcy Radiotelevizija Slovenija.
Od marca 2013 do września 2014 sprawował urząd ministra edukacji, nauki i sportu w rządzie Alenki Bratušek; na stanowisko to rekomendowało go ugrupowanie Socjaldemokraci. We wrześniu 2018 po raz drugi stanął na czele tego resortu, wchodząc w skład gabinetu Marjana Šarca. Został także jednym z pięciu wicepremierów tego rządu. Zakończył urzędowanie na tych funkcjach wraz z całym rządem w marcu 2020.